# Armand Zorn

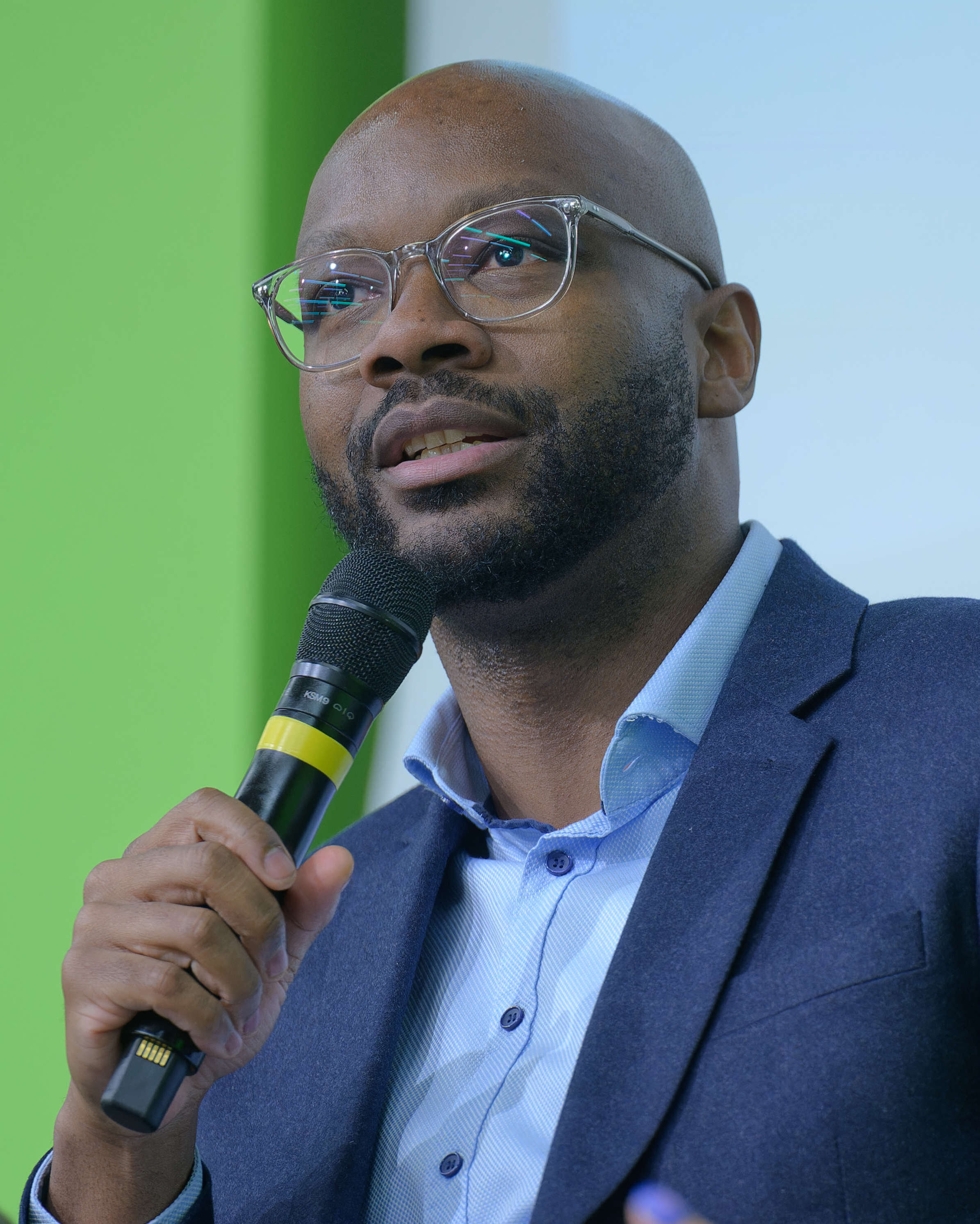
Armand Zorn (2024)

Armand Zorn (* 18. Juli 1988 in Jaunde, Kamerun) ist ein deutscher Politiker (SPD). Er erhielt bei der Bundestagswahl am 26. September 2021 in seinem Bundestagswahlkreis Frankfurt am Main I ein Direktmandat und ist seit Oktober 2021 Mitglied des Deutschen Bundestages.

## Leben, Ausbildung und Beruf
Zorn wurde im Juli 1988 in Jaunde geboren und verbrachte seine Kindheit in Douala, bis er 2000 mit zwölf Jahren ohne Deutschkenntnisse nach Halle (Saale) kam. Da es dort damals keine deutschen Sprachkurse für Kinder gab, erlernte er die deutsche Sprache mit der Unterstützung seiner Eltern. Nach dem Abitur 2007 am Christian-Wolff-Gymnasium studierte Zorn zunächst Politik- und Geschichtswissenschaft an der Martin-Luther-Universität Halle-Wittenberg und an der Sciences Po in Paris. Im Jahr 2012 schloss er das Studium mit dem Bachelor of Arts ab und begann 2013 ein Masterstudium der Politik- und Verwaltungswissenschaft an der Universität Konstanz, das er 2014 mit dem Master of Arts erfolgreich beendete.
Nach dem ersten Hochschulabschluss arbeitete er von 2012 bis 2013 bei der französischen Nationalversammlung. Er war dort in der Europaabteilung tätig und half bei der Arbeit an Gesetzesentwürfen und Studien zur europäischen Finanzmarkt- und Währungspolitik. Zuvor absolvierte er Praktika unter anderem beim Bundesministerium der Finanzen, der EU-Delegation in Hongkong und Macau sowie in den Bundestagsbüros von Daniel Bahr und Kristina Schröder.
Von 2014 bis 2015 erwarb Zorn ein Diplom in International Economics an der Johns Hopkins University School of Advanced International Studies. Er absolvierte ein zusätzliches Masterstudium in Wirtschaftsrecht an der Martin-Luther-Universität und an der Southwest University of Political Science and Law in Chongqing. Das Studium schloss er 2016 mit dem LL.M. oec. ab.
Von 2015 bis 2021 war er als Unternehmensberater tätig und hat Unternehmen bei der Einhaltung von Regularien und bei deren digitaler Transformation unterstützt. Bis zu seinem Einzug in den Deutschen Bundestag arbeitete Zorn als Projektleiter bei der GIZ für digitale Transformation und wirtschaftliche Nachhaltigkeit in der Entwicklungszusammenarbeit.

## Politik und Tätigkeit als Abgeordneter
Zorn ist seit 2009 in der SPD aktiv und seit 2011 SPD-Mitglied. Im Jahr 2014 kandidierte er für den Gemeinderat in Konstanz. Er war von 2017 bis 2019 stellvertretender Bezirksvorsitzender der Jusos Hessen-Süd. Seit 2019 ist er Vorstandsmitglied der SPD Frankfurt am Main und dort zuständig für Wirtschaftspolitik und digitale Transformation.
Für die Bundestagswahl 2021 kandidierte Zorn im Wahlkreis 182 – Frankfurt I, den er als Direktkandidat gewann. Dabei war er von der politischen Initiative Brand New Bundestag unterstützt worden. In der 20. Legislaturperiode war Zorn ordentliches Mitglied des Finanz- und des Digitalausschusses sowie stellvertretendes Mitglied im Ausschuss für die Angelegenheiten der Europäischen Union. Weiterhin war Zorn für seine Fraktion stellvertretender Sprecher für Finanzpolitik. Des Weiteren war Zorn Mitglied der Deutsch-Französischen Parlamentarischen Versammlung sowie Mitglied im Parlamentarischen Beirat für nachhaltige Entwicklung des Deutschen Bundestages.
Zudem ist Zorn Sprecher des Netzwerk Berlin, einer der vier Strömungen innerhalb der Bundestagsfraktion der SPD.
Im Dezember 2024 wurde Zorn beim Unterbezirksparteitag der SPD Frankfurt mit 96,3 % der Stimmen erneut zum Direktkandidaten der SPD im Bundestagswahlkreis Frankfurt am Main I für die Bundestagswahl 2025 gewählt. Er verlor dann zwar seinen Frankfurter Wahlkreis, zog aber über den Listenplatz 3 der Hessischen SPD erneut in den Bundestag ein. Am 7. Mai 2025 wurde er zum stellvertretenden Vorsitzenden der SPD-Bundestagsfraktion zuständig für die Bereiche Wirtschaft, Energie, Tourismus, Digitales, Staatsmodernisierung und Verkehr gewählt. Er gehört als stellvertretendes Mitglied den Bundestags-Ausschüssen für Tourismus, Wirtschaft und Energie, Digitales und Staatsmodernisierung sowie Verkehr an.

## Politische Positionen
Im Frühjahr 2019 machte er auf die Versäumnisse der Stadt Frankfurt im Bereich digitale Transformation aufmerksam. In einem Interview mit der FAZ kritisierte er den zuständigen Dezernenten Jan Schneider (CDU) und machte konkrete Vorschläge, um die Digitalisierung in Frankfurt voranzutreiben. Er verfasste in regionalen Zeitungen Gastbeiträge zu digitalpolitischen Themen.
Im Wahlkampf 2021 setzte sich Zorn für einen Digitalpakt ein, um die Situation für weitere Generationen bei der Digitalisierung der schulischen Bildung zügiger zu verbessern. Weiter forderte er, die Modernisierung der Schulen durch effizientere Planungs- und Genehmigungsverfahren voranzubringen. Auch in Bezug auf Lerninhalte müsse der Blick in die Zukunft angepasst werden.
Er befürwortete die Schaffung von mehr bezahlbaren Wohnraum und die Erhöhung des gesetzlichen Mindestlohn auf zwölf Euro. Zudem unterstützte er die Forderung nach Ablösung von Hartz IV durch die Einführung eines Bürgergeldes.

## Weiteres
- Die Zeitschrift Capital zählte Armand Zorn 2021 zu Deutschlands „Top 40 unter 40“.[22]
- Zorn ist Mitglied des New Voices Council der Apolitical Academy, einer globalen Initiative zur Stärkung der Demokratie im 21. Jahrhundert.[23]
- Zorn unterrichtet seit Februar 2024 als „Fellow“ an der Hertie School in Berlin[24].